# Mont Cayley
Vous lisez un « article de qualité » labellisé en 2013.
Pour les articles homonymes, voir Cayley.
Le mont Cayley, en anglais : Mount Cayley, du nom d'un alpiniste du Club alpin du Canada mort quelques mois avant la première ascension du sommet en 1928, est un volcan endormi situé en Colombie-Britannique, dans le Sud-Ouest du Canada. Il se trouve dans un champ volcanique qui a pris son nom et qui fait partie de la ceinture volcanique de Garibaldi, à l'extrémité septentrionale de l'arc volcanique des Cascades.
Bien que sa dernière éruption remonte à 200 000 ans, il reste une menace pour les installations humaines. En effet, il est soumis à des séismes et, sur son versant occidental, à des glissements de terrain et une activité géothermique, qui fait d'ailleurs l'objet de prospections. Le sommet s'élève à 2 385 mètres d'altitude dans les chaînons du Pacifique, au sein de la chaîne Côtière. Malgré cette altitude modérée et un climat relativement clément, son versant oriental surplombe un champ de glace, celui de Powder Mountain, et lui confère un isolement important qui fait que la zone a été cartographiée seulement dans les années 1980 et reste encore difficile d'accès pour les randonneurs et alpinistes.

## Toponymie
La montagne est baptisée par Tom Fyles à l'occasion de l'expédition ayant atteint le sommet en septembre 1928, en l'honneur de Beverley Cochrane Cayley, un alpiniste ayant participé aux comités exécutifs du Club alpin de Colombie-Britannique et de la section de Vancouver du Club alpin du Canada durant plusieurs années. Beverley Cayley était un ami des participants à l'ascension, mort le 8 juin de la même année, à l'âge de 29 ans, à Vancouver.
Dans la langue squamish, parlée par le peuple éponyme, la montagne est nommée t'ak'takmu'yin tl'a in7in'a'xe7en. Sa signification est « lieu d'atterrissage de l'oiseau-tonnerre ».

## Géographie

### Situation

Carte topographique de la ceinture volcanique de Garibaldi et de ses différents champs volcaniques.

Le mont Cayley est situé dans le Sud-Ouest du Canada et plus particulièrement de la province de Colombie-Britannique, dans le district régional de Squamish-Lillooet. Il fait partie des chaînons du Pacifique, appartenant à la chaîne Côtière. Il se trouve à 25 kilomètres à l'ouest de la station de sports d'hiver de Whistler, à 45 kilomètres au nord de Squamish et 110 kilomètres au nord de Vancouver. Ces trois villes sont reliées par l'autoroute provinciale 99, plus connue en tant que Sea to sky highway. Le détroit de Géorgie est à 80 kilomètres au sud-ouest alors que Black Tusk et le mont Garibaldi, deux stratovolcans se trouvant dans le parc provincial Garibaldi, s'élèvent à respectivement 23 et 35 kilomètres au sud-est.

### Topographie
Le mont Cayley est constitué d'arêtes, de dômes de lave et d'aiguilles rocheuses fortement érodées, dont la plus haute atteint 2 377 mètres d'altitude. Sa cime présente deux faces bien prononcées, orientées au sud-ouest et au nord-est. Il est entouré de sommets secondaires créés par l'érosion et de cônes satellites formés sur les flancs du volcan après l'obturation des cheminées principales par de la lave refroidie et solidifiée. En cela, il est assez similaire au mont Shasta, bien que celui-ci, à l'extrémité méridionale de l'arc volcanique des Cascades, ne se trouve pas en milieu glaciaire. Les petits cônes satellites du mont Cayley sont de plus en plus jeunes depuis le sud vers le nord et constituent son champ volcanique. L'ensemble, à une altitude relativement élevée, a produit plusieurs éruptions sous-glaciaires. En raison de leur isolement, les appareils volcaniques qui en sont issus n'ont pas été étudiés ou cartographiés en détail.

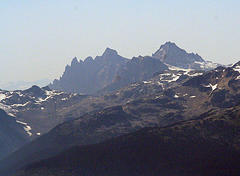
Vue de Vulcan's Thumb, du pic Pyroclastic et du mont Cayley (de gauche à droite) depuis l'est.

Au sud du pic principal du mont Cayley se trouvent le pic Pyroclastic et Vulcan's Thumb, produit par l'érosion du stratovolcan. À quatre kilomètres au sud-est s'élève le mont Fee, constitué par les restes d'une cheminée volcanique secondaire et présentant deux cimes de 150 mètres de hauteur environ séparées par un col le long d'une arête longue d'un kilomètre. Des dépôts pyroclastiques ont été découverts au pied du sommet. Leur complète érosion et l'absence de tillite indiquent une éruption préglaciaire ou pléistocène,. Environ un kilomètre au sud du mont Fee se trouvent une série d'arêtes nommées Ember Ridge, constituées par l'évent le plus ancien et le plus méridional. Formées dans un environnement subglaciaire, elle se compose de dômes de lave reliés par des coulées de lave basaltiques. À l'opposé, au nord du mont Cayley, se trouvent une série de volcans secondaires, partiellement ou totalement recouverts de glace, et de tuyas : le dôme Pali,, Cauldron Dome,, Slag Hill,, Ring Mountain et Little Ring Mountain. Ils constituent le champ volcanique du mont Cayley.

### Hydrographie

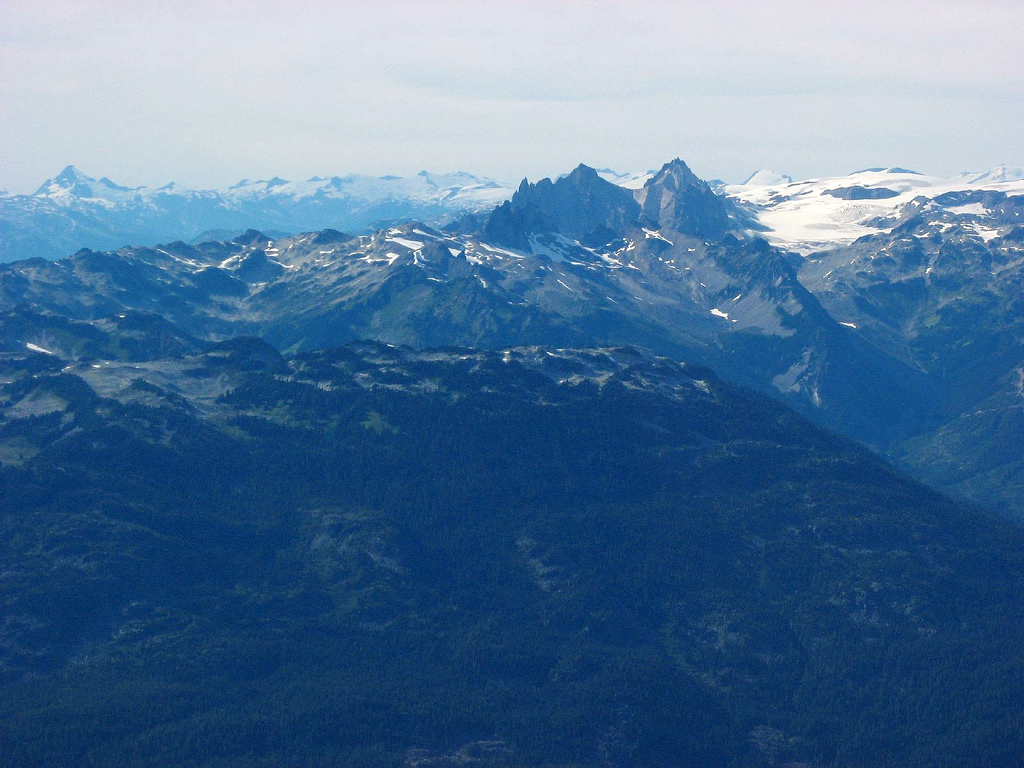
Vue du mont Cayley depuis l'est avec le champ de glace Powder Mountain à droite.

Le versant méridional, par le biais du Turbid Creek, et le versant occidental appartiennent au bassin versant du fleuve Squamish, que le mont Cayley domine d'environ 2 200 mètres de haut. La neige accumulée sur le versant oriental alimente l'extrémité méridionale du champ de glace Powder Mountain qui s'épanche, via notamment le Callaghan Creek, vers la rivière Cheakamus, elle-même affluent du Squamish, qui est surplombée par le sommet de 1 800 mètres environ,.

### Géologie
À l'instar des autres volcans du Sud-Ouest de la Colombie-Britannique, le mont Cayley est entouré par les plutons granitiques qui sont remontés à la surface pour constituer les batholites de la chaîne Côtière, le plus vaste d'Amérique du Nord d'un seul tenant, et d'une partie des North Cascades. Les roches intrusives et métamorphisées associées s'étendent sur 1 800 kilomètres le long de la côte Nord-Ouest Pacifique depuis l'État de Washington jusqu'à l'Alaska Panhandle et le Sud-Ouest du Yukon. Elles résultent d'un ancien arc volcanique formé par la subduction de la plaque Farallon puis de la plaque de Kula, qui s'en est séparée entre 90 et 80 millions d'années BP, sous le continent à l'est.

Schéma de la zone tectonique de la chaîne des Cascades.

Le volcanisme qui donne naissance entre autres au mont Cayley, au mont Meager, au mont Garibaldi et au mont Silverthrone est plus tardif. L'arc volcanique des Cascades apparaît en effet à l'aplomb d'une nouvelle zone de subduction, Cascadia, 36 millions d'années BP, impliquant le reliquat de la plaque Farallon appelé plaque Juan de Fuca. L'activité volcanique diminue, entre 17 et 12 millions d'années BP, au cours du Miocène. Toutefois, avec la séparation simultanée de la plaque Explorer et l'épaississement de la zone de subduction, l'angle du plan de Wadati-Benioff augmente. Les frictions deviennent plus intenses, le relief s'accroît et le volcanisme reprend entre 7 et 5 millions d'années BP, au début du Pliocène,. Le mont Cayley naît 3,8 millions d'années BP, ce qui en fait le plus vieux de la ceinture volcanique de Garibaldi.
Le mont Cayley est principalement constitué de dacite, une roche magmatique riche en fer, ainsi que de rhyodacite. La dacite contient des phénocristaux silicatés de plagioclase, hypersthène, hornblende et biotite. Il s'agit d'un stratovolcan, formé par l'accumulation de couches de lave, de téphra et de cendre volcanique. En raison de son magma visqueux, riche en silice, ses éruptions ont été explosives.

### Climat
Le mont Cayley se situe dans l'écoprovince de la côte et des montagnes et plus précisément l'écorégion des chaînons du Pacifique, une zone de transition où se confrontent un climat doux et humide amené par les masses d'air dominantes de l'océan Pacifique et un climat sec et froid généralement présent dans l'intérieur du continent. Toutefois, le relief de la partie méridionale des chaînons du Pacifique étant relativement peu élevé, les précipitations d'ouest s'y déversent en moindre quantité. Si les températures sont souvent douces, il peut arriver en hiver que les masses d'air arctiques pénètrent dans la région, apportant d'épaisses couches nuageuses et de la neige d'octobre à mars. Ainsi, à 1 340 mètres d'altitude, à 13 kilomètres au nord-ouest du sommet, dans la haute vallée du fleuve Squamish en amont de son point de confluence avec l'Elaho, l'enneigement normal mesuré depuis 1989 culmine début avril à 3,7 mètres avec des extremums situés entre 2,5 mètres et 6,2 mètres (record enregistré en 1999) à cette même période. La neige y persiste fréquemment jusqu'en juillet. À 1 040 mètres d'altitude, à 13 kilomètres à l'est du sommet, près de Whistler, l'enneigement normal mesuré depuis 1976 culmine à seulement 2,0 mètres courant mars avec des extremums situés entre 0,6 mètre et 4,0 mètres (également en 1999). Sur ce site, soumis à un effet d'ombre pluviométrique, la neige fait son apparition seulement fin décembre et disparaît totalement en juin,. Parfois, l'air froid arctique est piégé par le regain de masses d'air du Pacifique. Un phénomène d'inversion de températures apparaît alors dans le fond des vallées où s'entassent durablement les nuages.

### Faune et flore
Les vallées et les piémonts de l'écosection des chaînons du Pacifique orientaux sont dominés par des forêts côtières pluviales tempérées de Pruche de l'Ouest (Tsuga heterophylla). Les pentes supérieures supportent des forêts subalpines pluviales tempérées de Pruche subalpine (Tsuga mertensiana) ainsi que, sur les versants nord-est, des forêts subalpines humides d'Épinette d'Engelmann (Picea engelmannii) et de Sapin subalpin (Abies lasiocarpa). La limite des arbres autour du mont Cayley se situe entre 1 500 et 1 800 mètres d'altitude. Une frange de végétation alpine est présente entre la forêt subalpine et l'étage nival, où se rencontrent uniquement des rochers et de la glace.
Le Cerf à queue noire (Odocoileus hemionus columbianus) est une sous-espèce de Cerf mulet largement répandue en lisière de forêt dans la région. La Chèvre des montagnes Rocheuses (Oreamnos americanus) se rencontre en haute altitude, dans les terrains escarpés. L'élan (Alces alces) et le wapiti (Cervus canadensis) sont présents dans les vallées orientales de la chaîne Côtière. L’Ours noir (Ursus americanus), le Loup gris (Canis lupus), le puma (Puma concolor) sont des espèces communes ; le grizzli (Ursus arctos horribilis) est en voie de disparition au sud de la chaîne. La Loutre de rivière (Lontra canadensis) est courante dans les cours d'eau, milieu dont s'éloigne rarement le Vison d'Amérique (Neovison vison). La Chauve-souris de Keen (Myotis keenii) se rencontre essentiellement à l'ouest du sommet. La Chouette tachetée (Strix occidentalis) niche au sud. Le Pygargue à tête blanche (Haliaeetus leucocephalus) et le Faucon pèlerin (Falco peregrinus) sont très répandus. En hiver, le Cygne trompette (Cygnus buccinator) et le Garrot d'Islande (Bucephala islandica) migrent dans la région, à proximité des estuaires. La Couleuvre du Nord-Ouest (Thamnophis ordinoides) se rencontre dans les prairies en bordure de forêt. Le Triton rugueux (Taricha granulosa), la Salamandre foncée (Ambystoma gracile), la Salamandre à dos rayé (Plethodon vehiculum), l'ensatine (Ensatina eschscholtzii), l'Anéide ombragé (Aneides ferreus) et la Grenouille à pattes rouges (Rana aurora) sont des amphibiens adaptés à la vie en altitude. Le Chabot côtier (Cottus aleuticus) et le Chabot de torrent (Cottus rhotheus) peuplent les eaux vives au pied du mont Cayley.

## Histoire

### Histoire éruptive

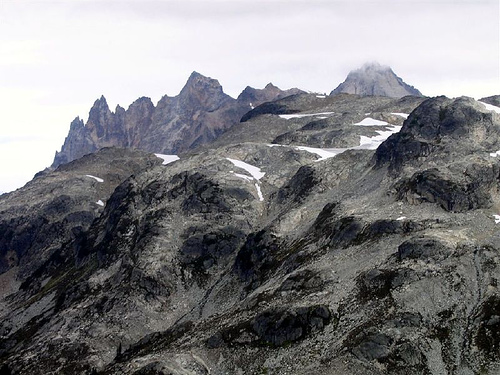
Vue de Vulcan's Thumb et du pic Pyroclastic, avec la cime du mont Cayley dans les nuages, depuis l'est.

Le mont Cayley a connu trois phases actives distinctes au cours de son histoire éruptive. Vers 3,8 millions d'années BP se produit une émission de coulées de lave dacitiques, de téphras et de brèches pyroclastiques. Cette première phrase se conclut avec la formation d'un dôme de lave central dont les restes constituent les actuelles aiguilles du sommet principal. Vers 600 000 ans BP, des brèches et de grandes quantités de lave dacitique sont émises tout au long de la seconde phase, formant la plupart des pics secondaires s'étendant désormais à partir de la crête sommitale acérée du pic Pyroclastic en passant par Vulcan's Thumb, sur le versant sud-ouest du mont Cayley,. S'ensuit une longue période d'érosion où la plus grande partie du cône volcanique externe originel est détruite. La troisième et dernière phase éruptive voit alors, entre 300 000 et 200 000 ans BP, la mise en place de cônes satellites. Des coulées de lave dacitique s'épanchent dans la vallée du Shovelnose Creek. Toutefois, en raison de l'isolement du champ volcanique, le nombre et l'âge des éruptions récentes ne sont toujours pas déterminés avec certitude.
Le mont Cayley demeure l'un des onze volcans du Canada à présenter une sismicité, avec Castle Rock, le mont Edziza, Hoodoo Mountain, The Volcano, Crow Lagoon, le cône Nazko, le champ volcanique de Wells Gray-Clearwater, le mont Silverthrone, le mont Meager et le mont Garibaldi. Les données sismologiques suggèrent que ces volcans connaissent toujours des mouvements de magma, rendant possible une éruption à l'avenir,. Plusieurs sources chaudes sur le versant sud-ouest du mont Cayley apportent une preuve supplémentaire que le volcan n'est qu'endormi.

### Histoire humaine
La pratique de cérémonies traditionnelles, de la chasse, de pièges ou encore de la cueillette a été mise en évidence par des traces laissées dans la région environnant le mont Garibaldi. Des couteaux, ciseaux, herminettes et autres outils tranchants en obsidienne de l'époque précolombienne ont été retrouvés. De la rhyodacite a été plus spécifiquement exploitée sur les versants du mont Cayley et du mont Fee. Ces artéfacts lithiques ont été mis au jour dans des sites de chasse à la chèvre et au niveau de l'abri sous roche de la rivière Elaho, un affluent en rive droite du fleuve Squamish. Ils sont datés de 8 000 à seulement 100 ans.
La première ascension recensée du mont Cayley est réalisée par les alpinistes E.C. Brooks, W.G. Wheatley, B.Clegg, R.E. Knight et Tom Fyles du Club alpin du Canada en septembre 1928. Des photographies de la montagne réalisées par Fyles sont publiées dans le numéro XX de la Revue canadienne alpine, en 1931. En 1980, le volcanologue Jack Souther réalise des illustrations du champ volcanique du mont Cayley, incluant le mont Cayley lui-même mais aussi Cauldron Dome, Slag Hill, le mont Fee, Ember Ridge et Ring Mountain qu'il intitule alors Crucible Dome (littéralement « dôme du creuset »). Ces travaux mènent à la création d'une carte géologique détaillant le relief de la région et situant les différents volcans. L'étude la plus complète du sommet a lieu durant cette période.

## Activités

### Randonnée et alpinisme

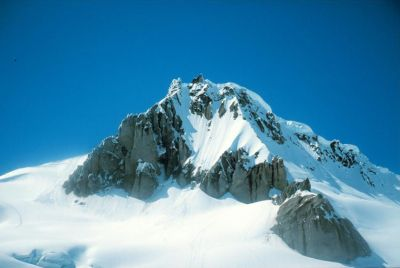
Vue du mont Cayley depuis le sud-est avec une corniche de neige sur l'arête sud-est et, en arrière-plan, l'arête nord parfois gravie pour atteindre la cime.

L'approche vers le mont Cayley peut se faire en quittant l'autoroute provinciale 99 pour emprunter une route forestière le long du fleuve Squamish. L'entrée dans cette zone nécessite une autorisation mais permet d'approcher à deux kilomètres à vol d'oiseau au sud-ouest du sommet. L'ascension finale est généralement réalisée par la face nord-est, en été, lorsque la neige qui le recouvre est suffisamment compacte. La descente à ski depuis la cime est considérée comme improbable mais la montagne offre toutefois la possibilité d'un dénivelé skiable de près de 2 000 mètres. Il est également possible d'effectuer le tour de la montagne en ski de randonnée pour une distance de trente kilomètres et un dénivelé de 1 800 mètres. Le refuge le plus proche, offrant un confort sommaire, semble être le refuge ou cabine Brew. Il est géré par le Varsity Outdoor Club et peut abriter douze à quinze personnes. Il se situe sur le versant méridional du mont Brew, au sud-est du mont Fee.

### Protection environnementale
La zone de conservation de Callaghan (Callaghan Conservancy) a été créée en 2009 sur le versant oriental du mont Cayley, incluant une partie du champ de glace Powder Mountain mais sans toutefois comprendre le sommet,. Elle s'étend sur un peu plus de 8 081 hectares, ou 8 269 hectares. Il s'agit d'une terre de la Couronne contrainte par la loi provinciale sur les parcs et qui reconnaît l'importance de celle-ci par les Amérindiens pour leur usage social, culturel ou cérémoniel. Elles permettent aussi un plus grand régime d'activités économiques de faible impact que celle des parcs provinciaux. Callaghan est situé sur les territoires traditionnels des Squamish et des Lillooet.

### Exploration géothermique
En raison de l'activité géothermique sur son versant sud-ouest, le mont Cayley a fait l'objet d'études et explorations scientifiques. Parmi les seize sites géothermiques identifiés en Colombie-Britannique, le mont Cayley est l'un des six présentant un potentiel de développement commercial. Des températures de 50 °C en fond de puits et un gradient géothermique supérieur à 10 °C tous les 100 mètres ont été mesurés parmi les cinq forages peu profonds réalisés en 1977,. Des droits d'exploitation sont vendus en novembre 2002 sur les territoires traditionnels des Squamish et des Lillooet, prévoyant initialement un plan de développement sur cinq ans. À partir de 2009, l'octroi d'une concession de 7 875 à 9 285 hectares est envisagé sur tout le versant sud-ouest du champ volcanique incluant le sommet du mont Cayley. La construction d'une centrale électrique permettrait le développement d'une puissance de 100 mégawatts, cependant les terrains accidentés rendent sa réalisation extrêmement compliquée.

### Évaluation et prévention des risques

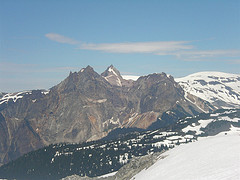
Vue du mont Cayley depuis le sud avec une partie de la vallée du Squamish.

Du fait de leur isolement et de leur faible intensité, les éruptions volcaniques causent rarement des pertes humaines au Canada. Il faut remonter à 1775 pour déplorer la mort de 2 000 personnes en raison des gaz volcaniques émis lors de l'éruption du Tseax Cone. Cependant, plus de la moitié de la population de la Colombie-Britannique se trouve dans un rayon de 100 kilomètres autour du mont Cayley, en premier lieu dans les villes de Whistler et Squamish, mais aussi Vancouver. Il est probable qu'une éruption future engendrerait des dégâts aux installations humaines, notamment l'autoroute provinciale 99, faisant des volcans de la ceinture volcanique de Garibaldi une menace majeure,. Certains volcans du Canada nécessiteraient une carte des aléas et des plans d'évacuation. Parmi ceux-ci, le mont Cayley, en raison de son activité sismique, présente un des risques les plus élevés.
Le versant occidental du mont Cayley a déjà fait l'objet de glissements de terrain, notamment un de grande ampleur en 1984, et il abrite plusieurs sources chaudes,. En outre, des séismes peu profonds se sont produits à proximité du mont Cayley depuis 1985 et les études menées par les sismologues et les géologues ont mis en évidence une vaste surface de réflexion à mi-croûte, sous le volcan, coïncidant avec l'existence d'une large intrusion mafique solidifiée, similaire à un sill, entre 12,5 et 13 kilomètres de profondeur. Le scénario d'une éruption se base sur l'activité volcanique passée dans la ceinture de Garibaldi, en termes de magnitude et de fréquence des explosions, notamment lors de l'éruption du mont Meager voisin il y a 2 350 ans,. Celle-ci, événement volcanique majeur le plus récent au Canada, était similaire en explosivité à l'éruption du mont Saint Helens en 1980.

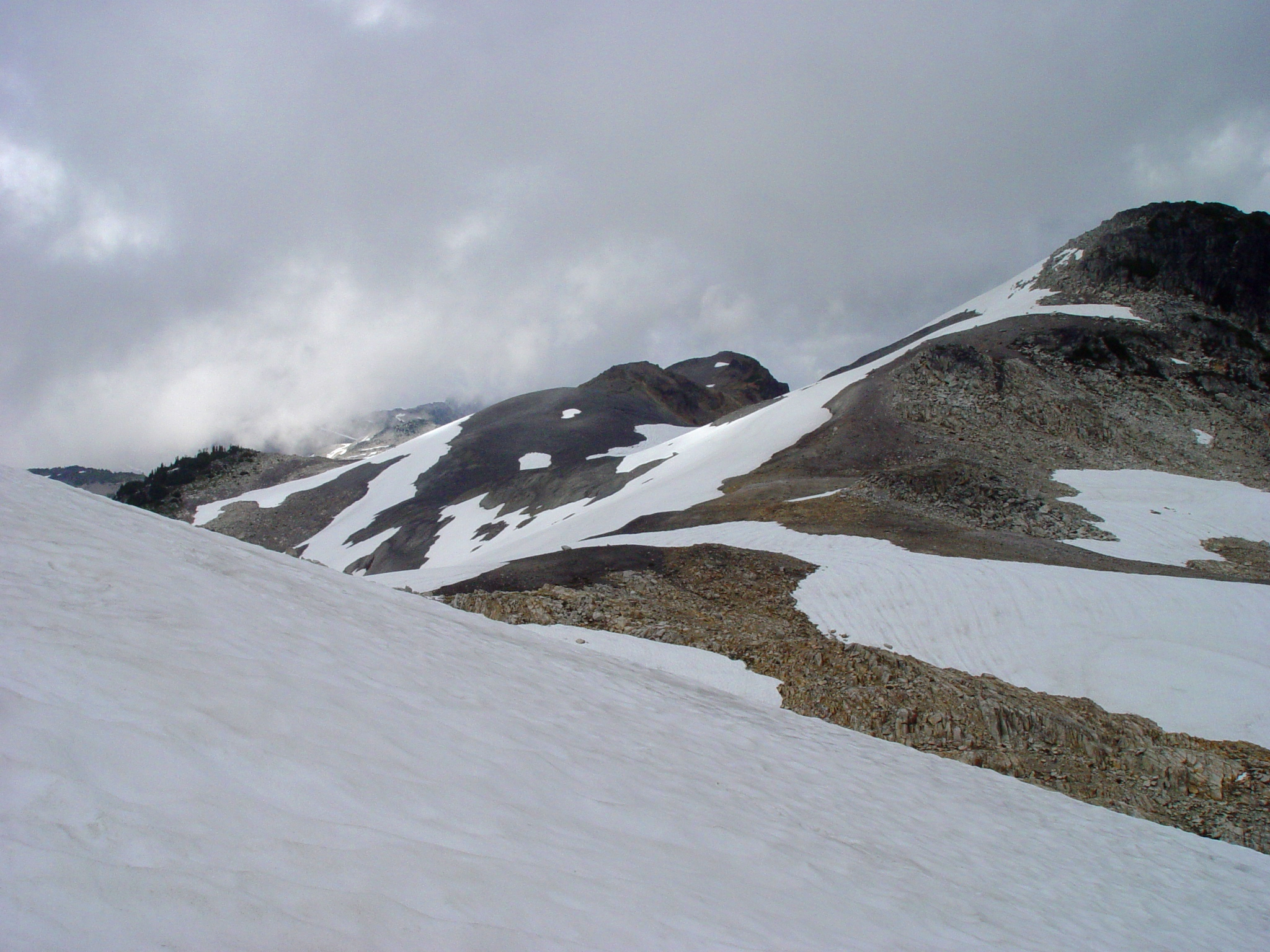
Présence de cendre volcanique dans les parages du champ volcanique du mont Cayley.

Des signes d'activités sont attendus sous la montagne des semaines voire des années avant l'éventuelle remontée de magma dans la croûte terrestre. L'accroissement de la sismicité combinée à la sensibilité des sismographes actuels préviendrait sans défaut la Commission géologique du Canada. À l'arrivée du magma vers la surface, la montagne gonflerait et sa surface romprait, entraînant un réchauffement sensible et la multiplication des sources chaudes ainsi que la formation de fumerolles. L'ampleur des glissements de terrain pourrait entraîner le barrage temporaire du fleuve Squamish, comme cela s'est déjà produit par le passé sans activité volcanique. La présence durable de magma à proximité de la surface pourrait interagir avec les eaux de surface et causer des éruptions phréatiques et des laves torrentielles, de façon similaire à l'éruption du mont Saint Helens en 1980. À ce moment-là, l'autoroute provinciale 99 serait fermée et la ville de Squamish au moins partiellement abandonnée. La cendre volcanique pourrait se répandre sur tout le Nord-Ouest Pacifique, occasionnant la fermeture d'aéroports et le détournement ou l'annulation de vols. En raison des vents dominants d'ouest, le panache volcanique s'étendrait sur l'Alberta et pourrait perturber le trafic aérien jusqu'à Terre-Neuve-et-Labrador. La lave, en refroidissant, pourrait occasionnellement éclater et créer des nuées ardentes. La roche volcanique, devenue instable, pourrait périodiquement réactiver des laves torrentielles. L'éruption pourrait se prolonger pendant plusieurs années, suivies par des décennies d'activité secondaire décroissante. Des travaux de réaménagement considérables seraient nécessaires pour remettre en état l'autoroute provinciale 99 et reconstruire la région de Squamish.
Pourtant, les instruments de mesure actuels de la Commission géologique du Canada ne suffisent pas à déterminer avec précision le niveau d'activité dans la chambre magmatique. Le réseau de sismographes a été mis en place en 1975 et complété à partir de 1985 afin d'enregistrer la sismicité mais est trop éloigné pour fournir des indications correctes de ce qui se passe sous la montagne. En effet, les volcans actifs ou endormis nécessitent généralement trois appareils dans un rayon de quinze voire cinq kilomètres pour plus de précision, tandis qu'au mont Cayley le plus proche est à quarante kilomètres, entraînant une marge d'erreur de quelques kilomètres quant à la localisation de l'hypocentre et un traitement ralenti de l'information. En raison de l'absence d'étude détaillée coût-bénéfice sur les volcans de Colombie-Britannique et leur menace, aucun programme d'amélioration n'a toutefois pu être lancé. Il existe donc une possibilité non nulle qu'une éruption mineure soit détectée uniquement une fois celle-ci commencée. L'étude parallèle de l'histoire géologique permettrait d'établir une carte des aléas mais, contrairement au mont Meager, les connaissances glanées indépendamment par les volcanologues restent trop parcellaires sur le mont Cayley.

## Culture populaire
L'oiseau-tonnerre, qui a valu son nom au mont Cayley dans la langue squamish, est une créature légendaire à la forme d'oiseau, commune à l'histoire et la culture de plusieurs populations amérindiennes d'Amérique du Nord. Comme pour le Black Tusk, situé plus au sud, il est dit que la roche du mont Cayley a été calcinée par les éclairs projetés par les yeux de la créature — le tonnerre étant pour sa part provoqué par son battement d'ailes. Cette montagne, comme d'autres dans la région, est considérée comme sacrée en raison de son importance historique pour les Squamish, une des Premières nations.